# Gaspar Remisa
Gaspar Remisa y Miarons, I markiz de Remisa, wicehrabia de Casa Sans (ur. 3 listopada 1784 w Sant Hipòlit de Voltregà, zm. 26 listopada 1847 w Madrycie) – hiszpański arystokrata, finansista i kolekcjoner sztuki.

## Życiorys
Urodził się w Sant Hipòlit de Voltregà w prowincji Barcelona, pochodził z zamożnej rodziny kupieckiej. W 1822 ożenił się z Marianną Teresą Rafo de Tolosa, z którą miał dwie córki: Maríę Dolores i Concepción. W styczniu 1823 założył wraz ze swoim kuzynem Josepem Casals y Remisa firmę handlową Casals y Remisa, której był właścicielem w 80 procentach i osiadł w Madrycie. W stolicy został prezydentem hiszpańskiego liceum artystyczno-literackiego (Liceo Artístico y Literario). Zainteresowanie fotografią skłoniło go do podarowania liceum sprzętu do tworzenia dagerotypów. W 1840 otrzymał tytuł wicehrabiego de Casa Sanz, a niedługo potem markiza de Remisa. Rodzina markiza wybudowała pałac w madryckiej dzielnicy Carabanchel, gdzie gromadziła pokaźną kolekcję sztuki z dziełami m.in. Velázqueza, Murilla i Zurbarána. Kryzys gospodarczy z 1847 zaszkodził jego interesom i jego firma została zlikwidowana. Jego spadkobiercy musieli sprzedać znaczną część swojego dziedzictwa.